# 8745 Delaney
A 8745 Delaney (ideiglenes jelöléssel 1998 FO65) a Naprendszer kisbolygóövében található aszteroida. A LINEAR program keretében fedezték fel 1998. március 20-án.